# Altenburg (Sandbostel)
Die Altenburg ist eine karolingerzeitliche Wallburg beim gleichnamigen Gut südlich der Gemeinde Sandbostel im niedersächsischen Landkreis Rotenburg (Wümme).

## Geschichte
Die Burganlage erscheint erst nach ihrer Aufgabe in der historischen Überlieferung. Ihre Ursprünge sind ungeklärt. Angeblich wurde in der 1. Hälfte des 20. Jahrhunderts auf der Burg eine Lanzenspitze des 9. Jahrhunderts gefunden. Der Charakter der Burg spricht nicht gegen einen karolingerzeitlichen Ursprung.
In späterer Zeit könnte diese Anlage der Stammsitz des Geschlechts „von Ochtenhusen“ gewesen sein, die als Ministeriale des Erzbistums Bremen u. a. 1218 als Burgvogt auf der Burg Vörde fungierten. Das Gelände ging später möglicherweise als heimgefallenes Lehen in den Besitz des Erzbistums Bremen über. Um 1500 war es unbebaut und wurde „Olde borchstede“ genannt. Ungefähr 1570 wurde eine Kate innerhalb des Walls errichtet, der Vorläufer des heutigen Gehöfts.

## Beschreibung
Die Altenburg lehnt sich an den westlichen Steilhang zur Niederung der Oste an. Der äußere Wall umgibt ein Rechteck mit abgeschrägter südöstlicher Ecke von 120 × 90 m Größe. Seine Breite beträgt 17 m. Bei einer erhaltenen Höhe von 3,50 m ist er noch 17 m breit. Der vorgelagerte Graben ist 10 m breit, noch ca. 1 m tief und endet am Abhang zur Oste. Die Wallabschnitte auf der Süd- und Südostseite sind heute abgetragen. Innerhalb dieser Befestigung wird der Gutshof in der Südostecke durch einen gebogenen Wall von 21 m Breite und 2,50 m Höhe mit vorgelagertem flachen Graben abgeteilt, sodass ein ovales Kernwerk von 90 × 65 m Größe entsteht.